# 後藤翔大
後藤 翔大（ごとう しょうた、2004年4月11日 - ）は、日本のラグビー選手。

## プロフィール
- 大分県出身[1]。
- ポジションはスタンドオフ(SO)。
- 身長 176cm、体重 80kg
- U20日本代表候補に選ばれたことがある[2]。
- 7人制日本代表に選ばれたことがある[3]。

## 略歴
2017年、NSぶんごRFCでプレー
2023年、佐賀工業高校卒業後、日本大学に入る。
2024年、世界学生選手権の7人制ラグビー日本代表メンバーに選ばれた。